# Раскин, Яков Львович
Яков Львович Ра́скин (1896—1990..) — советский учёный-химик, специалист в области лаков и красок.

## Биография
Окончил электротехнический факультет МВТУ имени Н. Э. Баумана (1929), инженер-технолог.
В 1936 году зам. директора (по технической части) Пресненского завода лаков и красок.
Во время войны — главный инженер, в последующем — начальник отдела лакокрасочных материалов Научно-исследовательского и проектного института лакокрасочной промышленности (до 1943 года НИИЖ «Гипронилкраска», в 1943—1962 ГИПИ-4).
Кандидат химических наук.